# Abdelkader Hadj Ali
 (avril 2015).
Abdelkader Hadj Ali, né le 23 décembre 1883 au douar Sidi Saada près de Relizane dans l'ouest algérien et mort en 1957 en région parisienne est un militant communiste franco-algérien.

## Biographie
Il émigre à l'âge de 18 ans en France métropolitaine, où il commence à travailler comme vendeur en quincaillerie à Paris.
Il obtient la citoyenneté française en 1911, et est mobilisé durant la Première Guerre mondiale au sein de l'armée française où il obtient le grade de sergent.
Militant du Parti communiste français dès sa création, en décembre 1920, Hadj Ali est l'un des premiers Algériens à s'impliquer dans l'Union Intercoloniale. Il milite au sein de cet organe satellite du PCF avant d'en devenir le dirigeant aux côtés du vietnamien Hô Chi Minh. Il représente le parti communiste en tant que candidat aux élections législatives et municipales à Paris en 1924 et 1925.
Abdelkader Hadj Ali cumulait deux fonctions, membre du Comité central du PCF et président de l'Étoile nord-africaine lors de la création de celle-ci en 1926.
Il résidait à Brunoy en 1933.